# Draved Skov
Draved Skov är en skog i Danmark. Den ligger i Region Syddanmark, i den sydvästra delen av landet. Kring skogen förekommer jordbruksmark och på västra sidan träskmarker.